# المعهد العالي للرياضة والتربية البدنية بصفاقس
المعهد العالي للرياضة والتربية البدنية بصفاقس هو مؤسسة عمومية تونسية للتعليم العالي تحت الإشراف المشترك بين وزارتي التعليم العالي والبحث العلمي والتكنولوجيا والشباب والرياضة وهو تحت إشراف مباشر لجامعة صفاقس، أنشئ بمقتضى القانون 115 المؤرخ في 30 ديسمبر 1989. وتتمثّل مهمّته في التكوين الأساسي والتكوين المستمر والبحث العلمي الممارس في ميدان الأنشطة البدنية والرياضية.

## تاريخه
افتتح هذا المعهد في البداية في 1 سبتمبر 1969 وكان آنذاك عبارة عن مدرسة ترشيح معلمي ومعلمات التربية البدنية كفرع تابع للمعهد القومي للرياضة بتونس. وفي عام 1989 ارتقت تلك المدرسة إلى معهد أعلى للرياضة والتربية البدنية .

## أرقام
- طبقا لأرقام 2007 -2008 يدرس بالمعهد 1353 طالبا من بينهم 559 طالبة.
- أما الإطار التدريسي فيبلغ عدده: 66 مدرسا من مختلف الأصناف والدرجات.

## وصلة خارجية
- موقع المعهد العالي للرياضة والتربية البدنية بصفاقس.